# 218 (tal)
218 är det naturliga talet som följer 217 och som följs av 219.

## Inom vetenskapen
- 218 Bianca, en asteroid.

## Inom matematiken
- 218 är ett jämnt tal.
- 218 är ett semiprimtal